# Pajzstetűfaló bagoly
A pajzstetűfaló bagoly (Calymma communimacula) a kvadrifid bagolylepkefélék családjába tartozó, Európában honos lepkefaj. Nemének egyetlen faja.

## Megjelenése
A pajzstetűfaló bagoly szárnyfesztávolsága 23-30 mm. Elülső szárnya halvány hússzínű, a hullámos, világos színű keresztsávon kívüli szegélyrészen kissé sötétebb árnyalatú. A belső szegély közepén nagy, csokoládébarna színű, fehérrel szegélyezett, lapát alakú folt található; pihenő helyzetben a kés szárny foltjai összeérnek. A rojt világos olajbarna. Hátulsó szárnya fehéres, a szegélyek felé hússzínűen árnyalt. Az elülső szárny fonákja világos sárgásszürke, a hátulsóé fehéresszürke. Tora, válltakarói, gallérja szintén világos hússzínűek. 
Változékonya nem számottevő. 
Hernyója egyszínű szürkésbarna, feketésbarna feje kicsi, légzőnyílásai pirosak, torlábai feketék, haslábai vörösek, csökevényesek. 

### Hasonló fajok
Magyarországon nem él másik, hasonló faj.

## Elterjedése
Dél- és Délkelet-Európában honos a Francia-Alpoktól a Kárpát-medencén és a Balkánon keresztül a Kaukázusig. Magyarországon mindenütt előfordulhat. 

## Életmódja
Erdőszélek, száraz cserjések, bozótosok, elhanyagolt gyümölcsösök lakója.  
Évente egy nemzedéke nő fel, imágóival július végétől szeptemberig lehet találkozni. Éjjel aktív, a mesterséges fényforrások vonzzák. Hernyója különféle Prunus-fajokon (pl. kökény, de különféle gyümölcsfák, szilva, barack, cseresznye is) él, de Magyarországon egyedülálló módon nem a leveleket eszi, hanem pajzstetveket, lárváikkal, petéikkel táplálkozik. Az üresre szívott pajzstetűpáncélokból burkot készít, amelyben bebábozódik. 
Magyarországon nem védett.